# 吉猫属
吉猫属是2014年从后猫属中分出来的后猫族的新属，与后猫属关系密切

## 研究历史
在1862年，亨塞尔根据来自希腊皮克米里（Pikermi）地区保存不佳的头骨描述了Machairodus parvulus，该物种在1938年被Miklos Kretzoi重新归入一个新属Pikermia，并命名为Pikermia parvula。在同一篇论文中，他还提出将小后猫（Metailurus minor）归入另一个属Parapseudailurus。但Thenius和Beaumont认为M. parvulus和小后猫（M. minor）是同一物种，而M. minor是M. parvulus的同物异名。
这一决定被后来的研究者所接受，直到2014年，Spassov和Geraads详细描述并建立了吉猫属，指定加氏吉猫(Yoshi garevskii)为模式种，吉猫属包含了原来的M. minor与其中认为M. parvulus及为其建立的属Pikermia为疑名，原因是所有归属于该物种的标本普遍保存破碎。
2022年，江左其杲基于在中国甘肃省临夏盆地发现的新化石，命名了两个新物种：精灵吉猫（Yoshi faie）和永登吉猫（Yoshi yongdengensis）。
2023年，又命名了Yoshi obscura，该物种此前曾被归入后猫属（Metailurus）和猫属（Felis）等属，同时建议将Tchadailurus adei归入吉猫属。

## 命名
"Yoshi”吉猫属，词源是日语よし(罗马音：yoshi)，意思是“好”，是美好的象征。

## 古生物学
吉猫颅形与后猫很相似，也是非常短圆。但牙齿不同，吉猫的牙齿纤细，适应杀小猎物。它的四肢也更加细长，擅长奔跑。吉猫属的身体比例大概和美洲狮相仿（值得注意的是，精灵吉猫体型很小，体重只有20~25千克左右，而且它的牙齿相对更加细小），达不到猎豹的纤细程度。
总而言之，吉猫比后猫更像猫，是后猫族中适应追捕较小猎物的一个分支。
相比起体型巨大、犬齿夸张的剑齿虎族（Machairodontini），后猫族的体型较小，犬齿也要明显小一些，头骨则一般更加浑圆，外观上反而和现代猫科动物近似，占据了类似的生态位。